# Rest Home Projekt
Das Rest Home Projekt war eine von britischen Quäkern initiierte Erholungseinrichtung. Durch sie sollte in Deutschland ein geschützter Ort für Verfolgte des NS-Regimes geschaffen werden, um den Widerstand gegen das nationalsozialistische Deutschland zu stärken. Die Idee für dieses Projekt kam aus dem Umfeld des von Bertha Bracey im April 1933 in London mitbegründeten Germany Emergency Committee (GEC). Das Projekt endete mit dem Tod von Helen W. Dixon (1865–1939) im April 1939, die eine der Hauptverantwortlichen vor Ort gewesen war.

## Die Gründung des Rest Homes in Falkenstein
Die Idee für das Rest Home stammte offenbar von Bertha Bracey und ihrer Freundin Helen W. Dixon und wurde dann von Helen W. Dixon über die in Frankfurt am Main lebende deutsch-britische Quäkerin Dorothy Henkel (1886–1983) mit Unterstützung Frankfurter Quäkerinnen und Quäker vorangetrieben: “Dorothy was requested by Helen Dixon to assist her in opening a Rest Home, where people who had suffered under the Nazi regime could find rest and refreshment. This home was set up in the Frankfurter Hof in Falkenstein, Taunus.”
„Dorothy wurde von Helen Dixon angefragt, ob sie ihr bei der Eröffnung eines Erholungsheims helfen könne, wo Leute, die unter dem Naziregime gelitten hatten, Erholung und Stärkung finden könnten. Dieses Heim wurden im Frankfurter Hof in Falkenstein, Taunus, errichtet.“

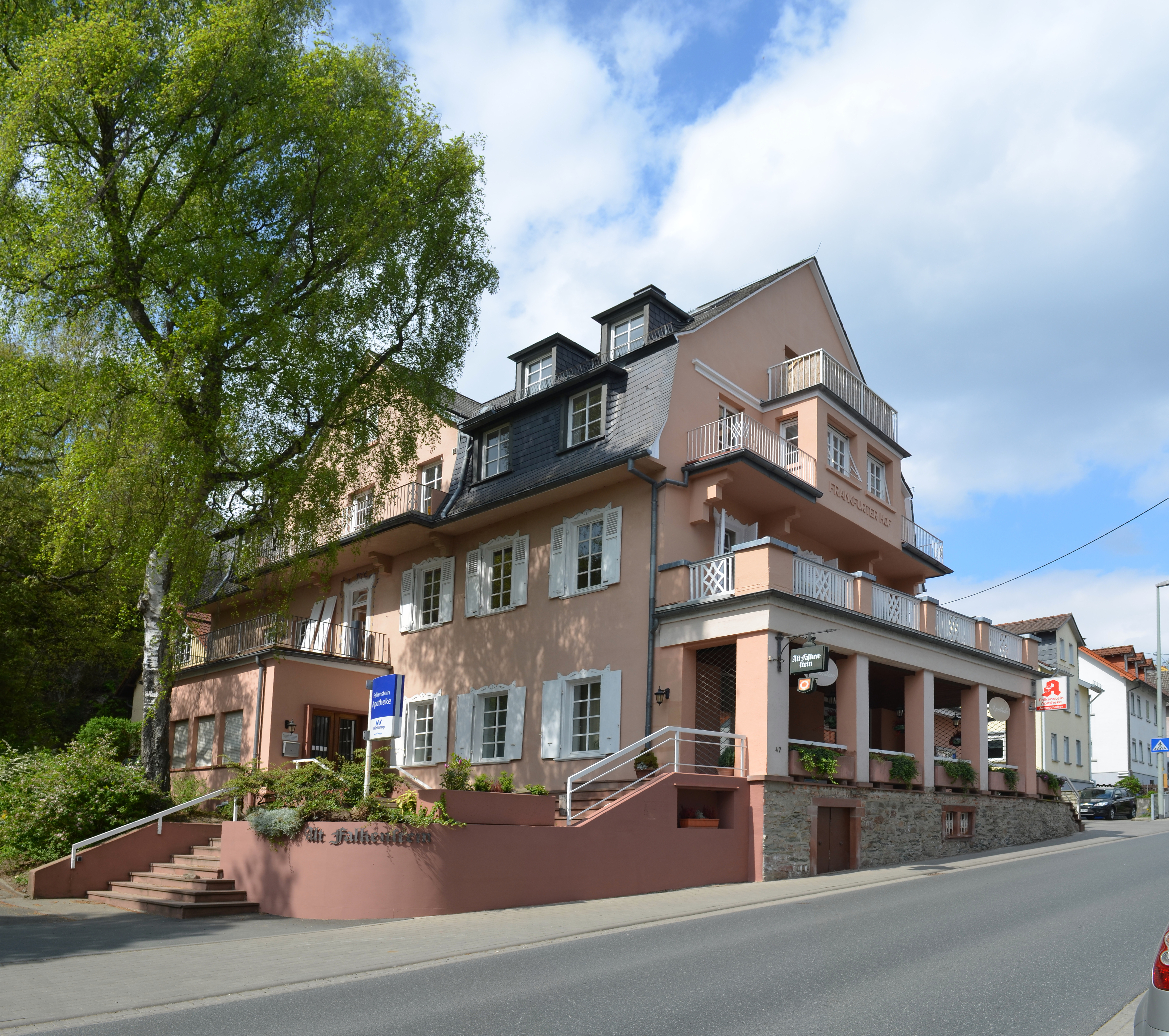
Ehemaliges Hotel Frankfurter Hof

Nach Bonavita waren auch andere Frankfurter Quäkerinnen und Quäker in den Plan eingebunden, so eine der späteren Hausmütter in Falkenstein, Leonore Burnitz († 22. November 1949 in Frankfurt), die lange schon mit Helen W. Dixon befreundet war. Die Wahl des Ortes habe sich für Dorothy Henkel bei einem Spaziergang mit ihrer Mutter in Falkenstein ergeben. Sie trafen Jean Schmitt, den Besitzer des damaligen Hotels Frankfurter Hof, und konnten ihn für das Projekt gewinnen. Im November 1933 nahm das Rest Home seine Arbeit auf. Das Gebäude des Frankfurter Hofs steht heute unter Denkmalschutz.
Nicht nur Jean Schmitt erwies sich als ein Glücksfall für das Projekt, sondern auch der Ort Falkenstein selber: „Hinzu kam noch, dass das abgelegene Dorf Falkenstein mit seinen damals knapp 1.000 Einwohnern, ohne eine direkte Anbindung an das größere Eisenbahn- und Straßennetz, ohne Durchgangsverkehr, nahezu 500 m hoch gelegen, einen idealen Ort für ein derartiges Refugium darstellte.“ Zudem war das katholisch geprägte Falkenstein ein Ort, in dem bei den vorangegangenen Wahlen die NSDAP keine Mehrheiten erringen konnte. „Es war also alles andere als ein ‚brauner‘ Ort. Diese Tatsache war sicherlich auch für eine derartige Entscheidung nicht unwichtig.“

## Betrieb und Kosten
Helen Dixon, die in leitender Funktion im Londoner GEC mitarbeitete, war bis 1935 auch für die Finanzierung des Falkensteiner Rest-Homes verantwortlich. Durch Sammlungen unter englischen Quäkern akquirierte sie die Mittel, die für den Betrieb der Einrichtung benötigt wurden. Monatlich waren dafür etwa 60 englische Pfund notwendig. Nach 1935 wurde das Rest-Home von dem „Germany and Holland Committee of the F.S.C.“ getragen.
Im Hotel, dessen Normalbetrieb weiter lief, konnten fünf bis sechs Quäkergäste gleichzeitig aufgenommen und betreut werden. Sie verbrachten ihren Aufenthalt in einem abgeschirmten Flügel des Hauses und mussten nicht mit den anderen Hotelgästen in Kontakt kommen. Betreut wurden sie von den sogenannten Hausmüttern, die sich untereinander häufig abwechselten. Neben der schon erwähnten Leonore Burnitz waren das Marion Fox und Elisabeth Fox Howard (1873–1957), Rosamund Wallis (1892–1976), die vor allem als Übersetzerin half, Lucy Backhouse (geb. Mounsey, 1882–1965), Dorothy Henkel und Janet Rawlings. Geplant war, dass immer eine britische und eine deutsche Hausmutter gleichzeitig anwesend sein sollte. Wie Bonavita weist auch Claus Bernet auf die besondere Rolle der Frankfurter Quäker für die Unterstützung des Rest Homes hin. Diese Aufgabe oblag neben Leonore Burnitz insbesondere Melly Küchler (geborene de Ridder, 1899–1963), die seit 1936 in Falkenstein lebte und das einzige Quäkermitglied war, das hier dauerhaft seinen Wohnsitz hatte. Weitere deutsche Hausmütter waren „Luise Jacob aus Nürnberg und Lina Hilger aus Bad Kreuznach. Letztere war dort Direktorin einer Mädchenschule gewesen und aus dem Amt entfernt worden. Diese Kreuznacher Schule ist heute nach ihr benannt.“
Über die Frankfurter Quäker hinaus waren die deutschen Quäker an dem Projekt nicht beteiligt. Die Gründe hierfür sind nicht bekannt, doch vermutet Bernet, dass die deutschen Quäker möglicherweise ihre Existenz nicht durch das Rest Home gefährden wollten, weil sie fürchteten, durch diese Einrichtung leicht in Konflikte mit dem Regime zu kommen. Er schließt aber auch schlichtes Desinteresse an dieser Arbeit nicht aus, weil sie möglicherweise als zu unpolitisch empfunden worden sei.

## Die Gäste

### Das alltägliche Zusammenleben
Das Rest Home in Falkenstein war alles andere als ein unpolitisches Feriendomizil. Das ergibt sich schon aus den eingangs zitierten Überlegungen, die zu seiner Gründung geführt hatten. Ziel war es, politisch Verfolgten zu einer Verschnaufpause zu verhelfen, ihnen für kurze Zeit einen beschützten Rückzugsort zu bieten: „Einige waren gerade aus dem Gefängnis entlassen, andere waren sogar für Monate in einem Konzentrationslager inhaftiert gewesen. In diesen ersten Wintermonaten 1933/34 kamen siebzig Eingeladene nach Falkenstein, denen eine ‚Atmosphäre echter Freundschaft‘ (Joan Mary Fry) geboten wurde, die sie halbwegs wieder stabilisierte und mit vielleicht mehr Zuversicht nach Hause gehen lassen konnte.“ „Für einige der Gäste war der Aufenthalt auch ein Sprungbrett in die Emigration.“
„Es gab täglich eine Andacht, gemeinsames Singen und Musizieren, gesellige Abende und anderes. In Einzelgesprächen wurde versucht, die ‚Gäste‘, wie die Hilfesuchenden respektvoll genannt wurden, wieder aufzubauen. Die Kosten für Anfahrt und Aufenthalt wurden hauptsächlich von englischen Quäkern getragen. Durchschnittlich wurde man für zwei Wochen untergebracht. Es gab kein Aufnahmeverfahren, sondern ausschließlich persönliche Empfehlungen – oder Ablehnungen. Diese sprach in der Anfangszeit meist das Quäker Centre in Berlin aus, dem Corder Catchpool vorstand.“ Allerdings konnte man nach einer Übergangszeit „auch auf Empfehlungen ehemaliger Gäste zurückgreifen, die beispielsweise Mithäftlinge oder entlassene Arbeitskollegen benennen konnten. Davon erfuhren die Gäste selbst jedoch nichts, da es ein Prinzip war, diejenigen, die Referenzen ausstellten, anonym zu belassen. Das galt auch für das Berliner Quäker Centre, das die meisten der Gäste empfahl und diesbezüglich in einem engen Kontakt mit Falkenstein stand.“

Politische oder konfessionelle Gründe spielten für die Aufnahme im Rest Home keine Rolle:

„Unter den Gästen fanden Juden, Katholiken, Protestanten und Mitglieder linksstehender Parteien zusammen oder, um es deutlicher zu machen: ein EX-Oberpräsident einer Provinz, ein EX-Gewerkschaftssekretär, ein EX-Zeitungsredakteur und «ein kleines älteres kommunistisches Ehepaar, das sich weder mit den Sozialdemokraten noch mit den Quäkern besonders verstand», schrieb Elisabeth F. Howard. […] Für die betreuenden Hausmütter war es nicht immer leicht, die unterschiedlichen Charaktere und die aus politisch unterschiedlichen Richtungen und diversen gesellschaftlichen Schichten stammenden Gäste einvernehmlich durch die Zeit ihres Aufenthalts zu begleiten. Man sprach sich nur mit Vornamen an, um die Gemeinschafrlichkeit zu betonen, in der Hoffnung, hitzige politische Debatten von vornherein auszuschließen.“

### Bekannte Gäste
Claus Bernet geht davon aus, dass bis zum 3. April 1934 bereits 70 Personen im Rest-Home Falkenstein waren. Diese Zahl erhöhte sich bis zum März 1937 auf etwa 400. „Viele dieser Personen waren ehemalige Häftlinge aus Konzentrationslagern. In solchen Fällen wurde manchmal auch der Ehepartner eines Verfolgten eingeladen, da man berücksichtigte, dass dieser ebenfalls gelitten hatte. Es waren überwiegend Personen in führenden beruflichen Stellungen, und es war das Prinzip von Anbeginn, möglichst professionellen Helfern in Falkenstein Hilfe zukommen zu lassen. Das hatte zur Folge, dass ‚einfachen‘ Menschen, die vielleicht keine Ausbildung hatten oder ansonsten an religiösen oder intellektuellen Themen kein Interesse zeigten, eine Einladung in das Rest-Home verwehrt blieb.“
Obwohl also eher bekannte Persönlichkeiten Zuflucht im Rest Home fanden, sind bis heute die Namen der meisten Gäste unbekannt. Einer, der in das Gästeschema passte – und zugleich der wohl bekannteste Gast in Falkenstein –, war
- Ernst Reuter, der 1933 von den Nazis entlassene Magdeburger Oberbürgermeister. Er kam im Frühjahr 1934 direkt nach seiner Entlassung aus dem Konzentrationslager Lichtenburg nach Falkenstein. Der Aufenthalt hier verschaffte ihm eine kurze Verschnaufpause, denn im Juni 1934 wurde er erneut inhaftiert, bevor er dann 1935 mit Unterstützung der Quäker endgültig aus der Haft entlassen wurde und über England in die Türkei emigrieren konnte.[1]

Weitere bekanntere Gäste waren:
- Heinz Kappes, ein evangelischer Pfarrer und von den Nazis aus dem Amt gedrängter Stadtrat in Karlsruhe.[6]
- Benno Elkan, ein bekannter Bildhauer, der vor seiner Emigration nach England in Falkenstein war.[6]
- Emil Fuchs, evangelischer Theologe, christlicher Sozialist, Quäker. Er war 1934 in Falkenstein, ebenso seine Tochter Elisabeth Kittowski (1909–1939).[6]
- Hermann Ivers (1892–1941), linker Politiker und Widerstandskämpfer, wurde 1935 in Falkenstein betreut. Er starb später bei medizinischen Versuchen eines SS-Arztes („zu Tode gespritzt“).[6] Hermann Ivers war in Eckernförde KPD-Ortsvorsitzender und Kopf einer aktiven Widerstandsgruppe, die Hunderten von Verfolgten aus dem ganzen Reich die Flucht mit Fischkuttern nach Skandinavien ermöglichte.[11]
- Lisa Albrecht, ursprünglich Sportlehrerin, arbeitete in der Arbeiterwohlfahrt, war SPD-Frauensekretärin, wurde politisch verfolgt, kam in Haft.[6] Der genaue Zeitpunkt ihres Aufenthalts in Falkenstein ist nicht überliefert.[6]
- Walter Fürstenheim (* 1879 in Berlin, † 1967 in Frankfurt am Main) studierte Medizin und wurde Kinderpsychiater in Frankfurt am Main.[12] In Frankfurt arbeitete er auch als Medizinalrat im Dienste der Stadt und war Mitbegründer  der sogenannten Städtischen Jugendsichtungsstelle. 1934 wurde er gezwungen, seine Praxis aufzugeben. Wohl danach hielt er sich in Falkenstein auf.[1] 1938 emigrierte Fürstenheim nach England; bei Kriegsbeginn wurde er auf der Isle of Man als Enemy Alien interniert. 1959 kehrte Fürstenheim nach Frankfurt zurück. 1966 wurde er mit der Ehrenplakette der Stadt Frankfurt ausgezeichnet.[13]

Über diese Personen hinaus finden sich bei Claus Bernet noch die folgenden Namen von Falkensteiner Gästen:
- Elton: Bernet vermerkt hierzu nur, dass es sich um eine Frau gehandelt habe, „die später für das Schwedische Rote Kreuz in Hannover arbeitete“.
- Friedrich, Charlotte: Eine der ersten Gäste war „1933 Charlotte Friedrich, geb. Meier (1895–1981), deren Ehemann Ernst Friedrich (1894–1967) in Berlin das Antikriegs-Museum gegründet hatte. Nach ihrem Aufenthalt verhalfen die Quäker ihr zur Emigration nach England.“
- Helmschmidt (Ehepaar)
- Hermann, Eva: Nach den von Bernet referierten Geburtsdaten spricht vieles dafür, dass es sich um die später als Gerechte unter den Völkern geehrte Quäkerin Eva Hermann gehandelt hat.
- Lüdecke, Elisabeth: „(geb. 1887) von der Quäkergruppe Berlin erholte sich im Rest-Home 1935 oder 1936. Ihr Mann Kurt (geb. 1883), der als Staatsbankdirektor tätig war, hatte zuvor auf Grund der Rassenpolitik seine berufliche Stellung verloren, und die Familie lebte unter schwierigen finanziellen Bedingungen in Berlin.“
- Ausnahmsweise fand auch mal eine Gruppe von Personen Aufnahme: „Im Mai 1937 musste der Bruderhof, eine Einrichtung des Lebensreformers Eberhard Arnold (1883–1935), innerhalb von achtundvierzig Stunden schließen. Drei von den Brüdern, die zuvor in Haft gewesen waren, konnten, bevor sie nach England ausreisten, eine Zeit im Rest-Home verbringen.“

## Ein Frauen-Projekt für Männer
Schon die Initiatorinnen des Rest Homes waren Frauen, und auch in dessen Betrieb scheinen ausschließlich Frauen involviert gewesen zu sein. Claus Bernet schreibt dazu: „Die Betreuerinnen wurden damals als ‚Hausmütter‘ bezeichnet, wohingegen mir ‚Hausmänner‘ in den Quellen nicht untergekommen sind. Bekannt geworden ist eine solche Tätigkeit auch von Louisa Jakobi aus Philadelphia und Julia Whitworth (später Carter). Regelmäßige Hausmütter waren auch Lucy Backhouse (geb. Mounsey, 1882–1965) im Pyrmonter Rest-Home, ‚where her German, her music and her loving spirit was a healing influence‘ („wo ihr Deutsch, ihre Musik, und ihre liebevolle Art ein heilender Einfluss waren“), und Margot Pottlitzer-Strauss war Betreuerin in Falkenstein, und später fast jährlich einige Wochen in Bad Pyrmont.“ Auch auf deutscher Seite gab es nur Hausmütter. Bei den Gästen dagegen waren die Männer in der Überzahl.

## DasRest Homeund die Außenwelt
Das Rest Home in einem Hotel einzurichten, bot Risiken und Chancen zugleich. Ein separat angemietetes Gebäude, in dem ständig wechselnde Personen wohnten, teils Deutsche, teils englische Frauen, wäre in der damaligen Zeit viel stärker aufgefallen als die gewählte Unterbringung in einem nach außen hin weiterhin normal arbeitenden Hotel. „Der ‚Frankfurter Hof‘ hatte ein gutes Restaurant mit einem kleinen Garten sowie Räumlichkeiten, in denen häufig Versammlungen und Veranstaltungen der örtlichen Vereine stattfanden. Zudem waren die Restaurantgäste nicht selten deutsche Offiziere aus dem gegenüberliegenden Kurlazarett.“ Doch trotz aller Vorsicht, deren es bedurfte, um die unterschiedlichen Gästegruppen gegeneinander abzuschirmen, blieb die häufige und länger andauernde Anwesenheit ausländischer Damen und deren deutscher „Gäste“ den öffentlichen Stellen und Parteiorganisationen nicht gänzlich verborgen. Groß berichtet von einem Besuch der örtlichen NSV-Frauenschaft (Nationalsozialistische Volkswohlfahrt), die sich für die Betreuerinnen und deren Gäste interessierte habe. „Man hatte sich Frau Liesel Schmitt als Begleiterin ausbedungen und eine Dolmetscherin mitgebracht. Die Engländerinnen sind dann wohl sehr geschickt vorgegangen, die Sprachschwierigkeiten auf beiden Seiten taten das Ihrige dazu, jedenfalls wurde wohl die Problematik der Anwesenheit bestimmter Gäste in Falkenstein nicht sehr ausführlich erörtert. Die Engländerinnen seien nämlich sehr schnell und wohl auch ausführlich auf die besonderen Vorzüge eines Aufenthaltes in Falkenstein zu sprechen gekommen.“
Möglicherweise hat auch das Alter der englischen Damen, die zudem aufgrund ihrer ausländischen Staatsangehörigkeit gewisse Privilegien besaßen, dazu beigetragen, dass das öffentliche Interesse gering blieb und selbst die Gestapo vom Rest Home keine Notiz nahm. In deren Berichten aus dem Jahre 1935 wird es nicht erwähnt. Claus Bernet weist denn auch darauf hin, dass es außer dem zuvor erwähnten Besuch der NSV-Frauenschaft nur noch zu einem Vorfall kam, bei dem die Staatsmacht in Erscheinung trat: „Von den Betreuerinnen wurde Elisabeth Fox Howard einmal auf ihrer Rückreise nach England verhaftet und von Aachen bis nach Berlin zum Verhör gebracht. Es scheint tatsächlich so gewesen zu sein, dass die Zuhörer wirklich so naiv waren und der Vortragenden Glauben schenkten, was jedoch unter anderen Umständen oder anderem Publikum hätte ganz anders ausgehen können. Nur 1938 gelangte einmal auf nicht mehr nachvollziehbarem Weg eine schriftliche Einladung in das Rest-Home in die Hände der Gestapo, was aber offensichtlich ohne Folgen für die Einrichtung und des Eingeladenen blieb.“

## Bad Pyrmont
Ab Oktober 1934 wurden Gäste teilweise in einem zweiten Rest Home in Bad Pyrmont untergebracht, unter anderem Reuter nach seiner zweiten Haft im KZ-Lichtenburg. Falkenstein wurde allerdings weiterbetrieben, doch nur noch außerhalb der Sommersaison.

Die gegenüber Falkenstein veränderten Bedingungen beschreibt Claus Bernet folgendermaßen:

„Hier, in Bad Pyrmont, war es, im Gegensatz zu Falkenstein, möglich, den Gästen durch die Nähe zum Quäkerhaus, dem Zentrum der deutschen Quäker, einen lebendigen Eindruck vom religiösen Leben der Glaubensgemeinschaft zu vermitteln. Durch die englische Quäkerin Mary Friedrich (1882–1970) fand die Einrichtung im St.-Josephs-Heim eine Bleibe. Das St.-Josephs-Heim war ein Pensionshaus und ein katholisches Kloster der Franziskanerinnen, das einem amerikanischen Mutterhaus unterstand. Jedes Jahr von Oktober bis März konnten hier Gäste betreut werden, während über den Sommer das Rest-Home geschlossen war. Grund waren die hohen Kurtaxen, die das Unternehmen im Sommer unrentabel gemacht hätten. Durchschnittlich acht bis zwölf Gäste beiderlei Geschlechts erholten sich in Bad Pyrmont für zumeist zwei Wochen. Die Kureinrichtungen von Bad Pyrmont und die tiefen Wälder mit ihren Wanderwegen waren, wie schon in Falkenstein, einem Erholungsaufenthalt besonders förderlich.“

Im April 1939 wurden beide Einrichtungen aufgrund des Todes von Helen Dixon († 13. April 1939), die sich sehr für die beiden Einrichtungen eingesetzt hatte, geschlossen. Claus Bernet weist ausdrücklich darauf hin, dass nicht die „politische Lage des Jahres 1939“ für die Schließung der beiden Rest Homes verantwortlich war, sondern Dixons Tod.

### Bad Pyrmonter Gäste
Aus den schon erwähnten Gründen sind auch die Informationen über die Personen, die als Gäste im Rest Home Bad Pyrmont Zuflucht fanden, sehr spärlich. Claus Bernet konnte einige von ihnen wenigstens namentlich belegen:
- Bergholtz, Albert: Bei dem von Bernet als „ehemalige[n] Vorsitzende[n] der Eisernen Front“ vorgestellten Bergholtz, könnte es sich aufgrund des Geburtsjahres 1892 um den SPD-Reichstagsabgeordneten Albert Bergholz gehandelt haben. Allerdings finden sich in dessen Biografie keine Hinweise auf eine Funktion in der Eisernen Front.[15]
- Kleinspehn, Johannes
- Ockel, Gerhard (* 1894 in Frankfurt/Oder, † 1975 in Konstanz): Im WorldCat finden sich viele Publikationen von Gerhard Ockel, darunter auch seine Schrift „Guilt“.[16] In einer Besprechung darüber heißt es: „Der Arzt Gerhard Ockel wurde in den 1920er Jahren in Deutschland zum Quäker. Er war stark beeinflusst durch seine Kenntnis der Tiefenpsychologie, durch die er auch den Quäker-Ansatz begründet sah. Die Verschmelzung des spirituellen Glaubens und der psychologischen Einsicht schien ihm von äußerster Wichtigkeit zu sein, und er versuchte das nicht nur in seiner berufliche Arbeit als Arzt und Psychotherapeut, sondern auch bei einem Hilfsprojekt, das er nach dem Zweiten Weltkrieg in Frankfurt initiierte. Im Jahre 1945 gründete er zusammen mit anderen, die betroffen waren von den körperlichen und geistigen Bedürfnisse der angeschlagenen Bewohner, in Frankfurt das Friends’ Service Fellowship“[17], das auch unter dem Namen Nothelfergemeinschaft der Freunde bekannt ist. „Der Kinderarzt und Quäker Gerhard Ockel (1894–1975) praktizierte in Frankfurt und war in den fünfziger und sechziger Jahren ein gefragter Redner in Sachen Sexualaufklärung.“[18] Ockel befand sich 1945 im Rest Home (siehe unten)
- Grünberg, Wilhelmine: Von ihr ist nur überliefert, dass sie 1935 im Rest Home weilte.
- Kube, Erna: Auch von ihr ist nur der Aufenthalt in 1935 überliefert.
- Frank, Mathilde: Sie sei 1888 geboren worden und Jüdin gewesen.
- Dr. Schloss und seine Frau Helene (geb. Wallersteiner): Ihr Aufenthalt war im Oktober 1936.

### Ein Rest Home in der Nachkriegszeit
Dem englischen „Friends Relief Service“ (FRS) und der United Nations Relief and Rehabilitation Administration (UNRRA) gelang es nach dem Ende des Zweiten Weltkriegs, bei der für Bad Pyrmont zuständigen britischen Militärregierung die Wiedereröffnung des Rest Homes durchzusetzen. Es existierte weiterhin neben dem Quäkerhaus, das von Mary und Leonhard Friedrich (1889–1979) unterhalten wurde. „Das Ehepaar Friedrich organisierte auch die Freizeitveranstaltungen des Rest-Home, wie Ausflüge, Musikabende oder Gesellschaftsspiele.“
Die eigentlich Leitung des Rest Homes lag jedoch bei Elizabeth Fox Howard, die schon zu den Hausmüttern in Falkenstein gehört hatte, und seit 1947 beim Ehepaar Corder und Gwen Catchpool. Der Schwerpunkt der Arbeit lag nun nicht mehr ausschließlich bei den deutschen Opfern des NS-Regimes, sondern musste sich – auf Druck der britischen Militärregierung – in Richtung Versorgung der Displaced Persons verlagern.
Eva Hermann, die 1976 zusammen mit ihrem Ehemann Carl Hermann als Gerechte unter den Völkern ausgezeichnet wurde, war nach dem Ende des Zweiten Weltkriegs eine der ersten, der ein zweiwöchiger Aufenthalt im Rest Home Bad Pyrmont ermöglicht wurde. Hier verfasste sie auch ihre Schrift „Gefangen und doch frei“.
Am 1. Oktober 1950 zog das Rest Home vom tradierten Sitz im St.-Josephs-Heim in das Birkenhaus (An der Stadtkirche 4) um. Die Leitung dort lag bei der Quäkerin Elisabeth Jankowsky (1883–1965) und deren Tochter Brigitte Schaper (1912–2008). Die gegenüber dem ursprünglichen Konzept nun stark veränderten Arbeitsbedingungen beschreibt Claus Bernet:

„Unter den Abertausenden, die als potentielle Kandidaten nach 1945 Hilfe bedurften, war eine Auswahl zu treffen. Es sollten, so die Absicht der Quäker, nach Möglichkeit Leute in Führungspositionen und Multiplikatoren herausgesucht werden, wie Ärzte, Lagerleiter oder politische Funktionsträger. Einerseits hatte man die Hoffnung, dass somit der ‚Geist der Versöhnung‘ weiter getragen werden könne und möglichst viele Personen erreicht werden. Andererseits war diese Auswahl auch Ausdruck eines elitären Verständnisses, das dem Quäkertum dieser Jahre nicht fremd war, trotz aller Betonung von Gleichheit der Menschen und Gleichberechtigung. Damit ging einher, dass die meisten Gäste nun wesentlich jünger waren als noch in den dreißiger Jahren. Für die Gäste war es verpflichtend, sich in der einen oder anderen Art und Weise am Wiederaufbau zu beteiligen. Das hieß aber auch, dass sie bestimmte Vorzüge, bei Verpflegung und Fürsorge, in Anspruch nehmen konnten. Über diese Einrichtung haben also die Quäker einen weitreichenden Beitrag zum Wiederaufbau geleistet.“

Im Frühjahr 1962 endete die Geschichte des Rest Homes: Die Einrichtung wurde geschlossen, weil die englischen Quäker ihre Hilfsarbeit in anderen Teilen der Welt fortsetzen wollten. Die deutschen Quäker standen für eine Fortführung der Einrichtung nicht zur Verfügung.